# ケイトリン・デヴァー
ケイトリン・デヴァー（Kaitlyn Dever、1996年12月21日 - ）は、アメリカ合衆国の女優。日本語では「ケイトリン・ディーヴァー」と表記されることもある。

## 経歴
アリゾナ州フェニックスに生まれ、テキサス州ダラスで育つ。2007年、カリフォルニア州ロサンゼルスへ移り住む。『An American Girl: Chrissa Stands Strong』で映画初出演を果たし、2011年からテレビドラマ『Last Man Standing』にレギュラー出演する。
2013年、映画『いま、輝くときに』に出演。同年、デスティン・ダニエル・クレットン監督の『ショート・ターム』に出演し、2014年には、映画『アラサー女子の恋愛事情』でクロエ・グレース・モレッツと共演した。同年、ジェイソン・ライトマン監督の『ステイ・コネクテッド〜つながりたい僕らの世界』に出演する。
2019年に公開されたオリヴィア・ワイルドの映画監督デビュー作『ブックスマート 卒業前夜のパーティーデビュー』に主演し、英国アカデミー賞 ライジング・スター賞にノミネートされるなど高い評価を得た。

## 主な出演作品

### 映画
| 年   | 題名                                                               | 役名                       | 備考   |
| ---- | ------------------------------------------------------------------ | -------------------------- | ------ |
| 2009 | An American Girl: Chrissa Stands Strong                            | グウェン・トンプソン       |        |
| 2011 | バッド・ティーチャー Bad Teacher                                   | サーシャ・アバナシー       |        |
| 2011 | J・エドガー J. Edgar                                               | パーマーの娘               |        |
| 2013 | いま、輝くときに The Spectacular Now                               | クリスタル                 |        |
| 2013 | ショート・ターム Short Term 12                                     | ジェイデン                 |        |
| 2014 | アラサー女子の恋愛事情 Laggies                                     | ミスティ                   |        |
| 2014 | ステイ・コネクテッド〜つながりたい僕らの世界 Men, Women & Children | ブランディ・ベルトマイヤー |        |
| 2017 | All Summers End                                                    | グレイス・ターナー         |        |
| 2017 | クロッシング・マインド 消えない銃声 We Don't Belong Here           | リリー・グリーン           |        |
| 2017 | デトロイト Detroit                                                 | カレン・マロイ             |        |
| 2017 | 不都合な自由 Outside In                                            | ヒルディ・ビーズリー       |        |
| 2018 | フロントランナー The Front Runner                                  | アンドレア・ハート         |        |
| 2018 | ビューティフル・ボーイ Beautiful Boy                               | ローレン                   |        |
| 2019 | 穢れと祈り Them That Follow                                        | ディリー・ピケット         |        |
| 2019 | ブックスマート 卒業前夜のパーティーデビュー Booksmart              | エイミー・アンツラー       |        |
| 2021 | ディア・エヴァン・ハンセン Dear Evan Hansen                        | ゾーイ・マーフィー         |        |
| 2022 | チケット・トゥ・パラダイス Ticket To Paradise                      | リリー                     |        |
| 2022 | ロザライン Rosaline                                                | ロザライン                 | 兼製作 |
| TBA  | Godzilla x Kong: The New Empire sequel                             | TBA                        |        |

### テレビシリーズ
| 放送年    | 題名                                                         | 役名                     | 備考                               |
| --------- | ------------------------------------------------------------ | ------------------------ | ---------------------------------- |
| 2009      | 跳べ!ロックガールズ 〜メダルへの誓い Make It or Break It     | 愛らしい少女             | パイロット版エピソード             |
| 2009      | モダン・ファミリー Modern Family                             | ビアンカ・ダグラス       | 第1シーズン第9話「大騒ぎの誕生日」 |
| 2010      | プライベート・プラクティス 迷えるオトナたち Private Practice | ペイジ                   | 第3シーズン第14話「恋の準備」      |
| 2010      | Party Down                                                   | エスケペイド・ダンフリー | 第2シーズン第7話                   |
| 2011      | Cinema Verite                                                | ミシェル・ラウド         | テレビ映画                         |
| 2011      | メンタリスト The Mentalist                                   | トリーナ                 | 第3シーズン第14話「血には血を」    |
| 2011      | ラリーのミッドライフ★クライシス Curb Your Enthusiasm         | キーラ・オドネル         | 第8シーズン第1話「"The Divorce"」  |
| 2011      | Last Man Standing                                            | イブ・バクスター         | レギュラー                         |
| 2011-2015 | JUSTIFIED 俺の正義 Justified                                 | ロレッタ・マクレディ     | 計17話出演                         |
| 2019      | アンビリーバブル たった1つの真実 Unbelievable                | マリー・アドラー         | レギュラー                         |

## 受賞歴
| 年   | 賞                                   | 部門                                                       | 作品                                                           | 結果       | 出典   |
| ---- | ------------------------------------ | ---------------------------------------------------------- | -------------------------------------------------------------- | ---------- | ------ |
| 2011 | 第32回ヤングアーティスト賞           | テレビシリーズ演技賞（若手ゲスト女優部門）                 | 『プライベート・プラクティス 迷えるオトナたち』                | ノミネート | [ 12 ] |
| 2012 | 第33回ヤングアーティスト賞           | 長編映画演技賞（若手助演女優部門）                         | 『バッド・ティーチャー』                                       | ノミネート |        |
| 2012 | 第33回ヤングアーティスト賞           | テレビシリーズ演技賞（若手助演女優部門）                   | 『Last Man Standing』                                          | ノミネート |        |
| 2012 | 第33回ヤングアーティスト賞           | テレビシリーズ演技賞（若手女優部門）                       | 『JUSTIFIED 俺の正義』                                         | ノミネート |        |
| 2013 | 第14回フェニックス映画批評家協会賞   | 若手女優賞                                                 | 『ショート・ターム』                                           | ノミネート | [ 13 ] |
| 2017 | ビハインド・ザ・ボイス・アクターズ賞 | ビデオゲーム・ボーカル・アンサンブル賞                     | 『アンチャーテッド 海賊王と最後の秘宝』                        | ノミネート | [ 14 ] |
| 2019 | ニューポートビーチ映画祭             | アンサンブル・キャスト賞                                   | 『穢れと祈り』                                                 | 受賞       | [ 15 ] |
| 2019 | デトロイト映画批評家協会賞           | ブレイクスルー演技賞                                       | 『穢れと祈り』 『ブックスマート 卒業前夜のパーティーデビュー』 | ノミネート | [ 16 ] |
| 2019 | シネマコン賞                         | 明日の女性スター賞（ビーニー・フェルドスタインと共同受賞） | 『ブックスマート 卒業前夜のパーティーデビュー』                | 受賞       | [ 17 ] |
| 2020 | ハリウッド批評家協会賞               | アンダー23俳優演技賞                                       | 『ブックスマート 卒業前夜のパーティーデビュー』                | 受賞       | [ 18 ] |
| 2020 | ハリウッド批評家協会賞               | ハリウッド・ネクスト・ジェネレーション賞                   | 『ブックスマート 卒業前夜のパーティーデビュー』                | 受賞       | [ 18 ] |
| 2020 | 第11回ドリアン賞                     | ライジングスター賞                                         | 『ブックスマート 卒業前夜のパーティーデビュー』                | ノミネート | [ 19 ] |
| 2020 | 第77回ゴールデングローブ賞           | 女優賞（ミニシリーズ・テレビ映画部門）                     | 『アンビリーバブル たった1つの真実』                           | ノミネート |        |
| 2020 | 第10回放送テレビ批評家協会賞         | 女優賞（映画・ミニシリーズ部門）                           | 『アンビリーバブル たった1つの真実』                           | ノミネート |        |
| 2020 | 第73回英国アカデミー賞               | ライジング・スター賞                                       | 『ブックスマート 卒業前夜のパーティーデビュー』                | ノミネート |        |
| 2020 | 第36回TCAアワード                    | 個人業績賞（ドラマ部門）                                   | 『アンビリーバブル たった1つの真実』                           | ノミネート |        |